# Copris inemarginatus
Copris inemarginatus är en skalbaggsart som beskrevs av Willis Blatchley 1918. Copris inemarginatus ingår i släktet Copris och familjen bladhorningar. Inga underarter finns listade i Catalogue of Life.